# Patinação artística nos Jogos Olímpicos de Verão de 1908
Durante os Jogos Olímpicos de Verão de 1908, a patinação artística estreou em olimpíadas, sendo a primeira vez que um esporte praticado no gelo integrou o programa olímpico. Como os Jogos Olímpicos de Inverno foram criados apenas em 1924, a patinação artística fazia parte das modalidades dos Jogos Olímpicos de Verão.
As disputas ocorreram no Prince's Skating Club (Clube de Patinação do Príncipe) no distrito de Knightsbridge em Londres, entre 28 e 29 de outubro de 1908.

## Medalhistas
| Evento                               | Ouro                                     | Prata                                             | Bronze                                    |
| ------------------------------------ | ---------------------------------------- | ------------------------------------------------- | ----------------------------------------- |
| Individual masculino detalhes        | Ulrich Salchow SWE Suécia                | Richard Johansson SWE Suécia                      | Per Thorén SWE Suécia                     |
| Figuras especiais masculino detalhes | Nikolai Panin RUS Rússia                 | Arthur Cumming GBR Grã-Bretanha                   | Geoffrey Hall-Say GBR Grã-Bretanha        |
| Individual feminino detalhes         | Madge Syers GBR Grã-Bretanha             | Elsa Rendschmidt GER Alemanha                     | Dorothy Greenhough-Smith GBR Grã-Bretanha |
| Duplas detalhes                      | Anna Hübler Heinrich Burger GER Alemanha | Phyllis Johnson James H. Johnson GBR Grã-Bretanha | Madge Syers Edgar Syers GBR Grã-Bretanha  |

## Quadro de medalhas

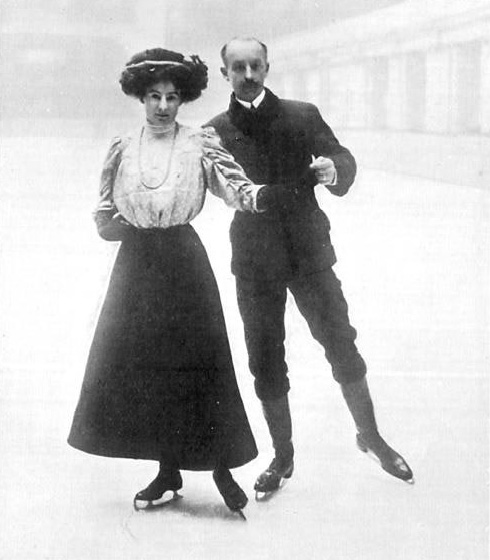
Os britânicos Edgar e Madge Syers conquistaram a medalha de bronze nas duplas mistas

| Ordem | País             | Medalha de ouro | Medalha de prata | Medalha de bronze |   |
| ----- | ---------------- | --------------- | ---------------- | ----------------- | - |
| 1     | GBR Grã-Bretanha | 1               | 2                | 3                 | 6 |
| 2     | SWE Suécia       | 1               | 1                | 1                 | 3 |
| 3     | GER Alemanha     | 1               | 1                |                   | 2 |
| 4     | RUS Rússia       | 1               |                  |                   | 1 |